# Cyathaspidiformes
Die Cyathaspidiformes sind eine Ordnung ausgestorbener, fischartiger, gepanzerter Wirbeltiere, die vom Silur bis zum Unterdevon innerhalb einer Zeitspanne von 50 Millionen Jahren vorkam.

## Merkmale
Die Cyathaspidiformes hatten einen langgestreckten, im Querschnitt ovalen und dorsoventral leicht abgeflachten Körper. Kopf und Vorderkörper waren völlig von einem Panzer aus Knochenplatten umgeben, der Hinterkörper wurde durch kräftige, sich dachziegelartig überlappende Schuppen geschützt. Vorderrücken und Kopfoberseite waren von einer einzelnen starken Platte bedeckt. In einer Einbuchtung am Vorderteil dieser Platte lagen die Augen. Innerhalb dieser Knochenplatten lagen die Sinneslinien, die sich über mehrere Porenreihen nach außen öffneten. Eine Einbuchtung in der schmalen, seitlich liegenden Branchialplatte diente als Kiemenöffnung. Rund um die Maulöffnung befanden sich einige kleinere Platten (Oralplatten). Die Knochenplatten zeigten eine Ornamentierung aus schmalen, parallel stehenden und fein gekerbten, aus Zahnbein (Dentin) bestehenden Graten, was als diagnostisches Merkmal der Gruppe gilt. Das Dentin fehlte in den Gruben zwischen den Graten. Paarige Flossen, Rücken- und Afterflosse waren nicht vorhanden, dagegen hatten die Fische eine abgeflachte, fast symmetrische Schwanzflosse. Die Tiere schwammen wahrscheinlich durch seitliche Schlängelbewegungen des Körpers. Durch das Gewicht des Knochenpanzers müssen sie recht unbeholfen gewesen sein und verbrachten wahrscheinlich einen großen Teil ihres Lebens auf dem Boden liegend.

## Nomenklatur
Das Taxon wurde 1930 von Johan Aschehoug Kiaer unter der Bezeichnung Cyathaspida eingeführt.

## Innere Systematik
Innerhalb der Cyathaspidiformes werden zwei Untergruppen unterschieden, die bei Nelson den Rang von Familien haben.
- Amphiaspidida
  - Gattungen: Aphataspis, Ctenaspis, Eglonaspis, Kureykaspis, Prosarctaspis
- Cyathaspidida
  - Gattungen: Allocryptaspis, Anglaspis, Capitaspis, Dinaspidella, Gerronaspis, Irregularareaspis, Liliaspis, Pionaspis, Poraspis, Putoranaspis, Torpedaspis.